# Надвигается нечто риканутое
«Надвигается нечто риканутое» (англ. Something Ricked This Way Comes) — девятый эпизод первого сезона американского мультсериала «Рик и Морти». Сценарий к эпизоду написал Майк Макмэхан, а режиссёром выступил Джон Райс.
Название эпизода отсылает к фразе «Надвигается нечто злое».
Премьера эпизода состоялась 24 марта 2014 года в блоке Adult Swim на Cartoon Network. Эпизод посмотрели около 1,5 миллиона зрителей во время выхода в эфир.

## Сюжет
Саммер работает в антикварном магазине, которым управляет Дьявол, который раздаёт вещи, на которых есть проклятия. После того, как Дьявол даёт Рику микроскоп, который лишил бы того интеллекта, Рик разрабатывает технологию обнаружения проклятий и открывает конкурирующий магазин, где он использует науку для снятия проклятий, а Дьявол выходит из бизнеса. Саммер помогает ему возобновить успешный онлайн-бизнес, но он предаёт её и оставляет компанию себе. Саммер и Рик наращивают мышечную массу и публично избивают Дьявола.
Между тем, Джерри, помогая Морти с моделью Солнечной системы в качестве проекта научной ярмарки, настаивает на том, что Плутон — это планета, доходит до лоббирования Международного астрономического союза. Плутонианцы похищают их на свою планету, где Джерри ошибочно принимают за учёного. Его заявления о том, что Плутон — это планета, сразу же делают его популярным. Ведущий учёный-плутонианец говорит Морти, что Плутон сжимается из-за корпоративной добычи плутония, что в конечном итоге приводит к его сжатию, и что плутонианское руководство уверяет население, что Плутон всё ещё является планетой. Морти не удаётся убедить Джерри в уменьшении размеров Плутона и последующем сокрытии, и он возвращается на Землю в разочаровании. Однако после того, как он стал свидетелем ареста учёного и услышал, как король Плутона ускользнул от того, что Плутон не является планетой, Джерри говорит гражданам Плутона правду в публичной речи, в результате чего его все ненавидят и депортируют обратно на Землю. Джерри извиняется перед Морти и спрашивает, могут ли они завершить его проект научной ярмарки, но Морти говорит ему, что просто планирует передать робота, построенного Риком, передающего масло.
В сцене после титров накаченные Саммер и Рик избивают неонациста, хулигана, члена баптистской церкви Вестборо и жестокого владельца собаки.

## Отзывы
Зак Хэндлен из The A.V. Club дал эпизоду оценку B+, заявив, что «это рифф против отрицателей изменения климата: когда правда так тревожна, люди предпочитают делать вид, что они могут избавиться от этого, слушая идиота». Кори Плант из Inverse похвалил необычную сюжетную линию Морти и Джерри в этом эпизоде, но раскритиковал другие её части, заявив, что «итак, сюжеты поверхностного уровня „Надвигается нечто риканутого“ кажутся довольно скучными, причём один из них скорее производный, чем подрывной, а другой — длинная шутка».